# Colombia ai Giochi della XXXI Olimpiade
La Colombia ha partecipato ai Giochi della XXXI Olimpiade, che si sono svolti a Rio de Janeiro, Brasile, dal 5 al 21 agosto 2016, con una delegazione di 143 atleti impegnati in 21 discipline. Portabandiera alla cerimonia di apertura è stata la judoka Yuri Alvear, alla sua terza Olimpiade.
Si è trattato della diciannovesima partecipazione di questo paese ai Giochi estivi, con una delegazione di gran lunga superiore a quella delle edizioni precedenti. Sono state conquistate tre medaglie d'oro (più di quelle di tutte le edizioni passate), che unitamente alle due d'argento e alle tre di bronzo hanno collocato la Colombia al ventitreesimo posto del medagliere complessivo.

## Medagliere

### Per disciplina
| Sport             | Oro | Argento | Bronzo | Totale |
| ----------------- | --- | ------- | ------ | ------ |
| Ciclismo          | 1   | 0       | 1      | 2      |
| Sollevamento pesi | 1   | 0       | 1      | 2      |
| Atletica leggera  | 1   | 0       | 0      | 1      |
| Pugilato          | 0   | 1       | 1      | 2      |
| Judo              | 0   | 1       | 0      | 1      |
| Totale            | 3   | 2       | 3      | 8      |

### Medaglie
| Medaglia | Atleta               | Sport             | Evento             |
| -------- | -------------------- | ----------------- | ------------------ |
| Oro      | Caterine Ibargüen    | Atletica leggera  | Salto triplo       |
| Oro      | Mariana Pajón        | Ciclismo          | BMX                |
| Oro      | Óscar Figueroa       | Sollevamento pesi | 62 kg              |
| Argento  | Yuri Alvear          | Judo              | 70 kg              |
| Argento  | Yuberjen Martínez    | Pugilato          | Pesi mosca leggeri |
| Bronzo   | Carlos Ramírez       | Ciclismo          | BMX                |
| Bronzo   | Ingrit Valencia      | Pugilato          | Pesi mosca         |
| Bronzo   | Luís Javier Mosquera | Sollevamento pesi | 69 kg              |

## Risultati

### Tiro con l'arco
| Atleta                                                        | Evento                | Qualificazioni | Qualificazioni | Round di 64                         | Round di 32     | Round di 16     | Quarti di finale | Semifinale      | Finale          | Finale          |
| Atleta                                                        | Evento                | Punteggio      | Classifica     | Punteggio e opponente               | Punteggio       | Punteggio       | Punteggio        | Punteggio       | Punteggio       | Classifica      |
| ------------------------------------------------------------- | --------------------- | -------------- | -------------- | ----------------------------------- | --------------- | --------------- | ---------------- | --------------- | --------------- | --------------- |
| Andrés Pila                                                   | Individuale maschile  | 654            | 43             | Khairul Mohamad ( Malaysia) L 0–6   | non qualificato | non qualificato | non qualificato  | non qualificato | non qualificato | non qualificato |
| Carolina Aguirre Giraldo                                      | Individuale femminile | 605            | 52             | Guendalina Sartori ( Italia) L 0–6  | non qualificata | non qualificata | non qualificata  | non qualificata | non qualificata | non qualificata |
| Ana Rendón                                                    | Individuale femminile | 641            | 18             | Christine Bjerendal ( Svezia) L 2–6 | non qualificata | non qualificata | non qualificata  | non qualificata | non qualificata | non qualificata |
| Natalia Sánchez Echeverri                                     | Individuale femminile | 609            | 48             | Ksenija Perova ( Russia) L 5–6      | non qualificata | non qualificata | non qualificata  | non qualificata | non qualificata | non qualificata |
| Carolina Aguirre Giraldo Ana Rendón Natalia Sánchez Echeverri | Squadre femminile     | 1855           | -              | India L 3–5                         | non qualificate | non qualificate | non qualificate  | non qualificate | non qualificate | non qualificate |

### Nuoto
| Atleta        | Evento     | Batterie | Batterie   | Semifinali | Semifinali | Finale          | Finale          |
| Atleta        | Evento     | Tempo    | Classifica | Tempo      | Classifica | Tempo           | Classifica      |
| ------------- | ---------- | -------- | ---------- | ---------- | ---------- | --------------- | --------------- |
| Jorge Murillo | 100 m rana | 59"93 RC | 14ª C      | 1:00"81    | 16ª        | non qualificato | non qualificato |